# デビルズ・リジェクト マーダー・ライド・ショー2
『デビルズ・リジェクト マーダー・ライド・ショー2』（原題: The Devil's Rejects）は、2005年のアメリカ映画。ロブ・ゾンビ監督によるバイオレンス・ホラー映画であり、2003年の映画『マーダー・ライド・ショー』の続編。

## ストーリー
殺人一家のファイアフライ家は、ついにワイデル保安官率いる警官隊によって急襲されて壊滅させられようとしていた。だが、兄のオーティスと妹のベイビーはどうにか脱出することに成功し、後に叔父のキャプテン・スポールディングと合流して殺人逃避行を開始した。一方、ファイアフライ家に家族を殺されたワイデル保安官も復讐のために常軌を逸した追跡を始める。

## キャスト
※括弧内は日本語吹替
- キャプテン・スポールディング（英語版） - シド・ヘイグ（岩崎ひろし）
- オーティス・ドリフトウッド - ビル・モーズリイ（山野井仁）
- ベイビー・ファイアフライ - シェリ・ムーン・ゾンビ（雨蘭咲木子）
- ジョン・クインシー・ワイデル保安官 - ウィリアム・フォーサイス
- チャーリー・アルタモント - ケン・フォリー
- タイニー - マシュー・マッグローリー
- マザー・ファイアフライ - レスリー・イースターブルック
- ロイ・サリヴァン - ジェフリー・ルイス
- グロリア・サリヴァン - プリシラ・バーンズ
- レイ・ドブソン - デイヴ・シェリダン
- ウェンディ・バンジョー - ケイト・ノービー
- アダム・バンジョー - リュー・テンプル
- ロンド - ダニー・トレホ
- ビリー・レイ・スナッパー - ダイヤモンド・ダラス・ペイジ
- キャンディ - E・G・デイリー
- ジョージ・ワイデル - トム・トウルズ
- クレヴォン - マイケル・ベリーマン
- スーザン - P・J・ソールズ
- ケイシー - デボラ・ヴァン・フォルケンバーグ
- ファニー - ジンジャー・リン・アレン
- タイニー - マシュー・マッグローリー
- コッグス - クリス・エリス
- アビー - メアリー・ウォロノフ
- モリス・グリーン - ダニエル・ローバック
- ドクター・バンクヘッド - デュエイン・ウィテカー

その他日本語吹替
横島亘、野沢由香里、紗ゆり、星野充昭、多田野曜平、木村雅史、中村浩太郎、西垣俊作、笹森亜希、紺野相龍、東城光志、武田京子、酒井美穂、塩出財子

## スタッフ
- 監督・製作・脚本・音楽：ロブ・ゾンビ
- プロダクションデザイン：アンソニー・トレンブレイ
- 衣装デザイン：ヤスミン・エイブラハム

## 賞歴
- スクリーム賞
  - 受賞：最優秀ホラー映画賞、最優秀悪役賞
  - ノミネート：最優秀作品賞

## 日本での評価
宇多丸や高橋ヨシキが本作をオールタイムベストに入れている。